# Antoine Mercier
Antoine Mercier (Parigi, 3 ottobre 1977) è uno schermidore francese.

## Biografia
Nei campionati europei di scherma ha conquistato una medaglia d'oro a Copenaghen nel 2004 ed una d'argento a Bolzano nel 1999, nella gara di fioretto a squadre.

## Palmarès
In carriera ha conseguito i seguenti risultati:
- Europei di scherma

Bolzano 1999: argento nel fioretto a squadre.
Bourges 2003: oro nel fioretto a squadre.